# علف توده‌ای

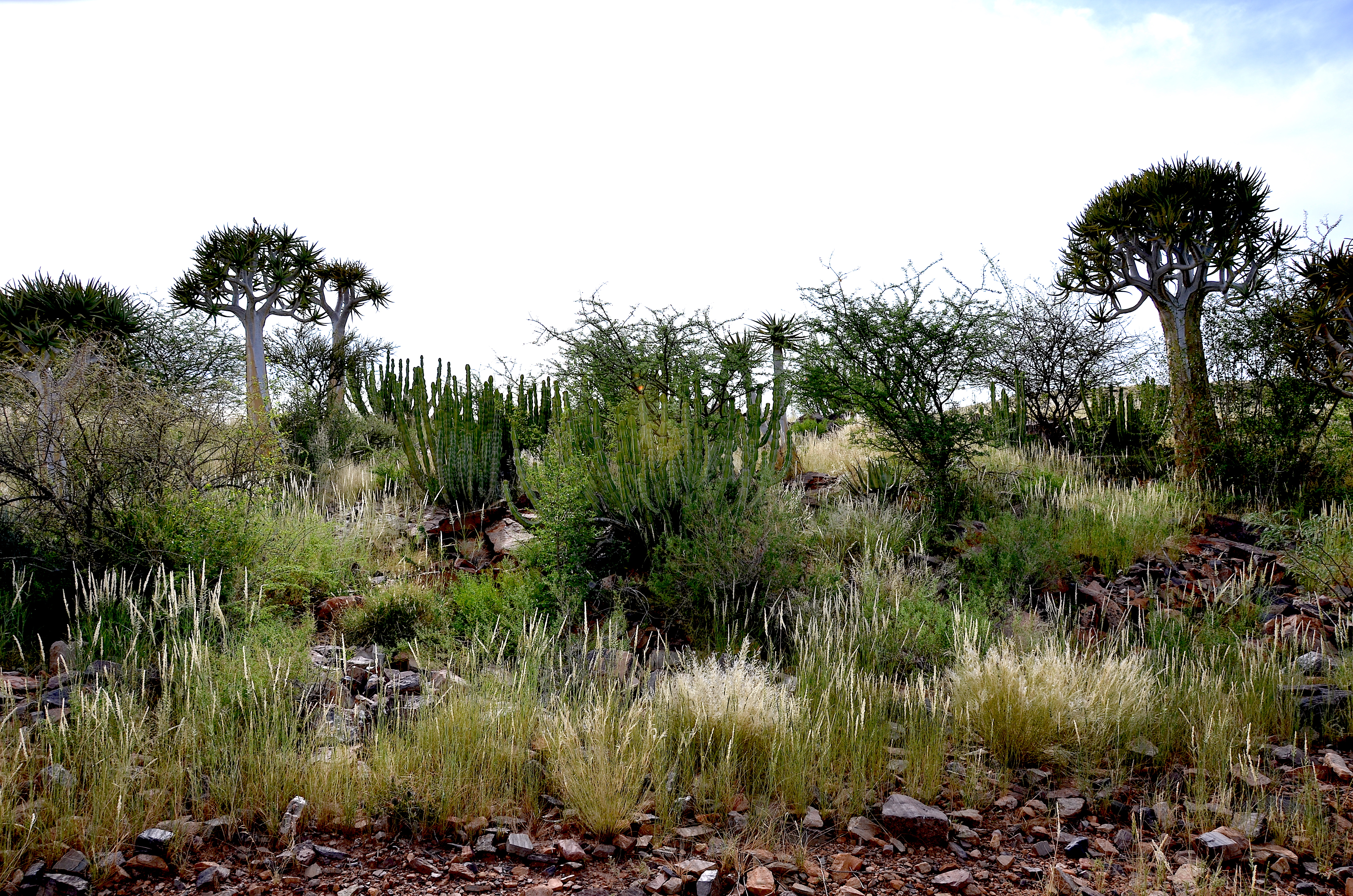
علف توده‌ای و انواع مختلف فلور در نزدیکی Keetmanshoop در نامیبیا

علف‌های توده‌ای یا علف‌های دسته‌ای (به انگلیسی: Tussock grass, Bunch grass) گروهی از گونه‌های چمنی از تیرهٔ گندمیان (Poaceae) هستند. آن‌ها معمولاً به‌جای تشکیل چمن‌کاری، چمنزار، علفزار، به‌عنوان گیاهان منفرد به‌صورت توده‌ای ،هُموک یا دسته‌ای رشد می‌کنند. به عنوان گیاهان چندساله، بیشتر گونه‌ها بیش از یک فصل زندگی می‌کنند. علف‌های توده‌ای اغلب به عنوان علوفه در چراگاه و علف‌های زینتی در باغ‌ها یافت می‌شوند.
علف‌های توده‌ای و دسته‌ای تقریباً در هر زیستگاهی که علف‌های دیگر یافت می‌شوند، از جمله: علفزارها، ساواناها و دشت‌ها، تالاب‌ها و مصب‌ها، مناطق ساحلی، درختچه‌زارها و بوته‌زارها، درختزارها و جنگل‌ها، مناطق کوهستانی و آلپی، توندرا و تپه‌های بیابانی وجود دارند.
در آتش‌سوزی‌های جنگلی غرب آمریکای شمالی، علف‌های دسته‌ای تمایل دارند، فقط دود می‌کنند و به شعله نمی‌روند، برخلاف گونه‌های مهاجم علف‌های یک‌ساله که در گسترش آتش‌سوزی نقش دارند.